# Batata frita
Batata frita é um termo que refere-se a um alimento processado, produto da preparação culinária de batata cortada previamente em: tiras, palitos finíssimos (batata palha), rodelas ou folhas e, que posteriormente são fritas.

## História
Ainda se questiona a verdadeira origem da batata frita. A discussão principal está entre Bélgica, França e Espanha.
O historiador belga Jo Gerard já menciona batatas serem fritas em 1681 nos Países Baixos, hoje na região da Bélgica.
Na França há registros de receitas de batatas fritas no livro Les Soupers de la Cour, de Menon, em 1758. Em alguns países o nome do prato faz alusão à origem francesa, como french fries (fritas francesas), em inglês.

Há ainda a alegação do prato ter sido criado na Espanha, primeiro país a receber as batatas do Novo Mundo. De acordo com o curador do Frietmuseum de Bruges, na Bélgica, o Professor Paul Ilegems, Santa Teresa d'Ávila teria fritado as primeiras batatas, de acordo com o costume da cozinha Mediterrânea de pratos fritos.

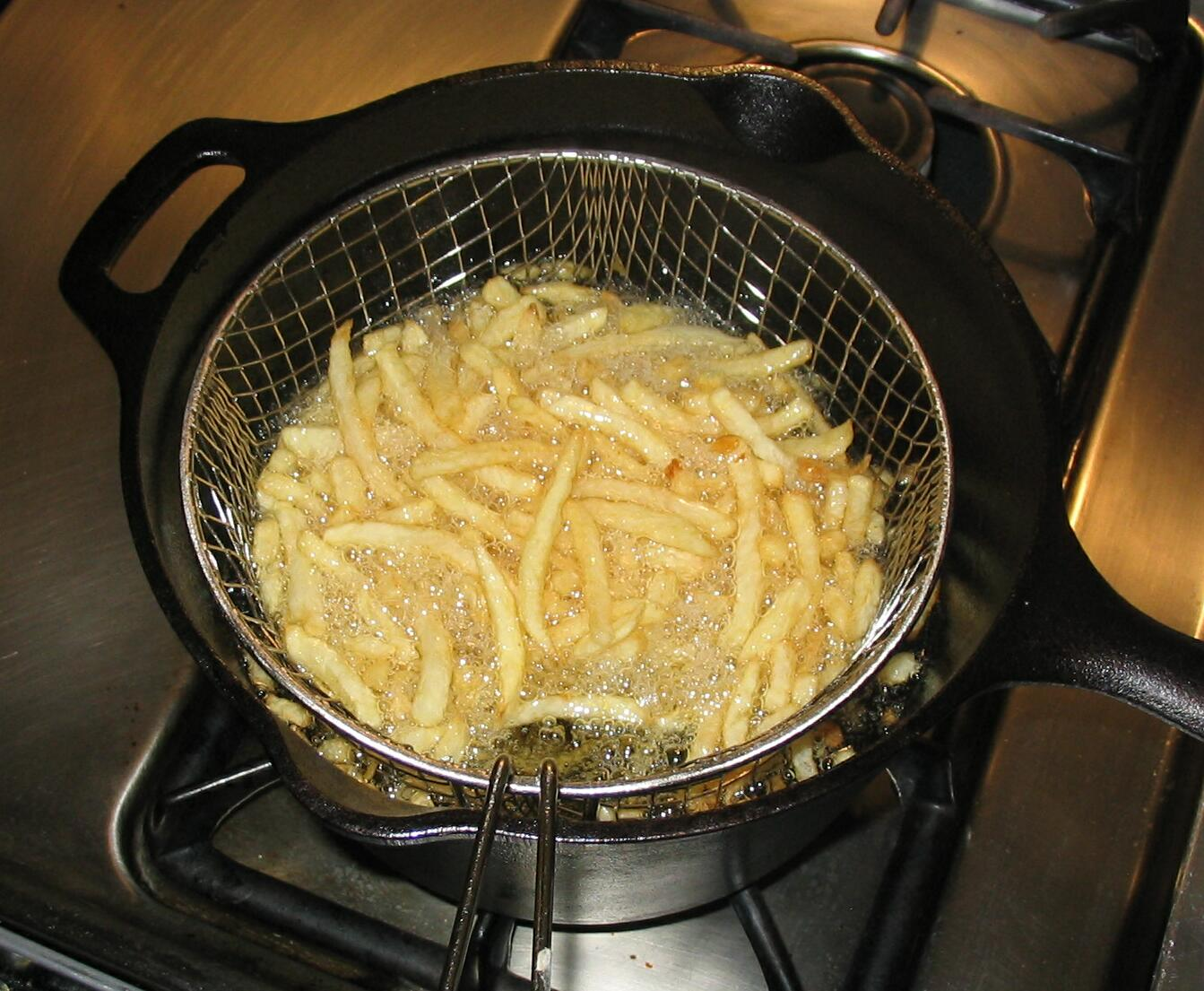
Fritura

Existe um documento de 29 de novembro de 1626, sobre uma refeição oferecida por índios no Forte de Nacimiento, no Chile, para os conquistadores espanhóis, em que relata a presença de batatas fritas no prato dos convidados.

## Países lusófonos
É bastante comum encontrar à venda no Brasil e em Portugal, em lojas alimentares ou supermercados, a forma desidratada de batatas fritas embaladas em pacotes. Esta forma de batatas fritas ficou muito popularizada em Portugal como batatas fritas tipo "Pála-pála", em alusão a uma das primeiras marcas comerciais a oferecer esta forma no mercado. Geralmente, este produto encontra-se à venda sobre a forma de folhas, ou ondas (onduladas). Por vezes, para dar um toque a mais, são servidas junto com manteiga, alho, queijo cheddar, bacon, carne de sol desfiada, cebola e outros acompanhamentos.